# FIFA Street (videojuego del 2005)
FIFA Street es un videojuego de deportes desarrollado por EA Canadá y publicado bajo la etiqueta EA Sports BIG. Es comentado por MC Harvey de So Solid Crew. Fue lanzado en febrero de 2005 para PlayStation 2, Xbox y Nintendo GameCube. La portada presenta al futbolista internacional brasileño Ronaldinho.

## Gameplay
El juego es un derivado de la serie FIFA de juegos de fútbol de EA, siguiendo la misma fórmula que sus otros títulos "Street", NFL Street y NBA Street, al reducir la versión más completa del juego a un juego de estilo arcade más simple. Se centra en el talento, el estilo y la astucia, a diferencia de lo que FIFA Football se centra en el juego y las tácticas en equipo, lo que refleja la cultura del fútbol estilo libre que se juega en las calles y en los backlots de todo el mundo.
Utilizando la reputación y el respeto ganado al jugar juegos 4 contra 4 con trucos y estilo, el objetivo de FIFA Street es formar un equipo de jugadores conocidos y reconocidos, incluidos Ronaldo y Ronaldinho, para progresar en los lugares de la calle en todo el mundo.

## Recepción
El juego recibió críticas "mixtas" en todas las plataformas según el agregador de reseñas de videojuegos Metacritic.
La versión de PlayStation 2 de FIFA Street recibió un premio de ventas "Platino" de la Entertainment and Leisure Software Publishers Association (ELSPA), lo que indica ventas de al menos 300.000 copias en el Reino Unido.